# 川畑麻衣子
川畑 麻衣子（かわばた まいこ）は、日本のクラリネット奏者。

## 概要
埼玉県春日部市出身。春日部市立豊野中学校、埼玉県立松伏高等学校音楽科、桐朋学園大学短期大学部卒業。2006年9月に渡仏しパリ・エコールノルマル音楽院クラリネット科高等演奏家課程を卒業し、室内楽において、審査員満場一致賞を得る。イル・ド・フランス クレドール音楽コンクールにおいて第一位を受賞。第二回日本クラリネット協会主催ヤングクラリネッティストコンクールに入選。これまでに、クラリネットを藤井洋子、木村健雄、ギィ・ドゥプリュ、フィリップ・キュペールに、室内楽を野口千代光、石橋雅一、ニーナ・パタルチェックに師事した。
演奏活動を行う傍ら、後進の指導にもあたっており、埼玉県立大宮光陵高等学校音楽科、埼玉県立芸術総合高等学校音楽科の非常勤講師、大宮開成高等学校吹奏楽部常任指揮者、春日部市内幼稚園、保育園の音楽指導講師も務めている。
春日部フィルハーモニー管弦楽団副代表、クラリネット奏者。
2018年より鹿児島県阿久根市観光大使『アクネ大使』を務める。

## 賞歴
- 2008年1月、イル・ド・フランス クレドール音楽コンクールにおいて第一位受賞
- 日本クラリネット協会主催第2回ヤングクラリネッティストコンクール本選にて入選

出典：